# Боян Димитров
Боян Димитров е един от първите български олимпийци, участвали на зимни олимпийски игри.

## Биография
Роден е на 10 юни 1916 г. Участва в единствената дисциплина от алпийските ски – комбинация (спускане и слалом в два манша) в дебюта на спорта на четвъртите зимни олимпийски игри, провели се в Гармиш-Партенкирхен през 1936 година. Дисквалифициран е от спускането и не е допуснат до слалома. 